# Palácio Savoy

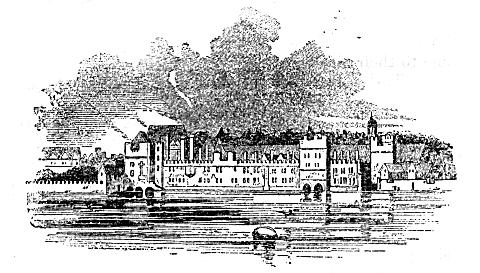
Gravura representando o Savoy Palace.

O Palácio de Savoy foi considerado a maior residência nobre da Londres medieval, até ser destruído durante a Revolta camponesa de 1381. A sua fachada ficava voltada para a Strand, no local onde se encontram actualmente o Teatro Savoy e o Hotel Savoy.

## História inicial
Durante a Idade Média, apesar de existirem muitos outros palácios nobres dentro das muralhas da cidade, a localização mais desejável para acolher a nobreza era a Strand, que emergiu no século XII entre a City e a aldeia de Charing, o lugar da actual Charing Cross, então situada no condado de Middlesex. Ali um nobre também podia ter uma frente de água no Rio Tamisa, a grande e antiga via fluvial e, ao mesmo tempo, estar livre do fedor e do tumulto social da Cidade de Londres, situada a Este, bem como das constantes ameaças de incêndio.
Henrique III concedeu a terra a Pedro II, Conde de Savoy, tio da Rainha, Eleanor da Provença, em 1246. O edifício ali construido tornou-se mais tarde residência de Príncipe Edmundo, o Conde de Lancaster. Os seus descendentes, os Duques de Lancaster, viveram ali ao longo do século seguinte. Durante o século XIV, quando a Strand foi pavimentada até ao Savoy, era a vasta residência ribeirinha em Londres de João de Gante, o poderoso corrector da nação, tio de Ricardo II e pai de Filipa de Lencastre, a futura Rainha de Portugal. Segundo Fernão Lopes, foi neste palácio que João de Gante, já sendo Duque de Lencastre, firmou e jurou o tratado de Tagilde perante Vasco Domingues, chantre de Braga e enviado diplomático do rei D. Fernando. O Savoy era o mais magnífico palácio da Inglaterra, famoso pela magnífica colecção de tapeçarias, jóias e ornamentos dos seus proprietários.

### Destruição
Durante a revolta dos camponeses liderada por Wat Tyler em 1381, os desordeiros, que culpavam João de Gante pela introdução da poll tax que havia precipitado a revolta, demoliram sistematicamente o Palácio Savoy e tudo o que existia dentro dele. O que não podia ser esmagado ou queimado era deitado ao rio. Jóias foram pulverizadas com martelos, e diz-se que um dos revoltosos, ao ser encontrado por um companheiro a guardar uma taça de prata, foi executado por fazê-lo. Apesar disso, o nome Savoy permaneceu ligado ao lugar.

## Hospital Savoy

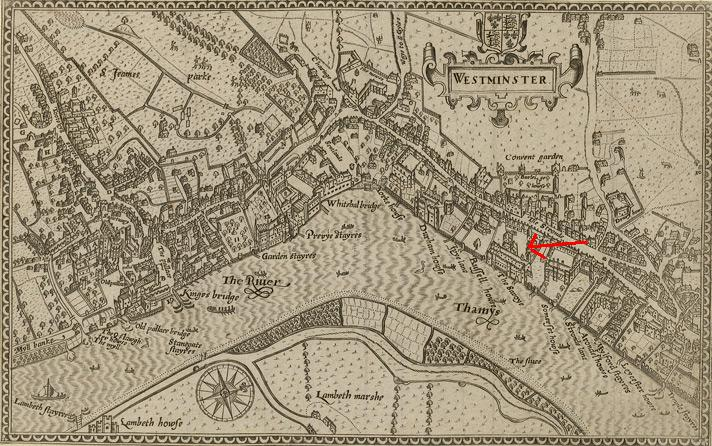
Mapa de Westminster, datado de 1593. A seta indica a localização do Savoy.

Foi no lugar do antigo palácio que Henrique VII fundou o "Savoy Hospital" (Hospital Savoy) para os pobres e pessoas necessitadas, deixando instruções para isso no seu testamento, o qual foi aberto em 1512.
A grande estrutura foi o mais impressionante hospital do país no seu tempo e o primeiro a beneficiar com uma equipa médica permanente. Este hospital encerrou em 1702 e no século XIX os velhos edifícios hospitalares foram demolidos.

## Capela de Savoy
O único edifício a sobreviver à demolição novecentista foi a capela do hospital, dedicada a São João Baptista. Esta capela chegou a acolher uma congregação luterana alemã, sendo actualmente usada novamente pela Igreja Anglicana como a igreja para o Ducado de Lancaster e Royal Victorian Order (Ordem Real Vitoriana).

## Actualidade
O Palácio Savoy é recordado nos nomes do Hotel Savoy e do Teatro Savoy, os quais se erguem no local. Muitas das ruas vizinhas também foram nomeadas em referência ao antigo palácio: "Savoy Buildings", "Court", "Hill", "Place", "Row", "Street" e "Way". "Savoy Place" é o quartel-general do "Institution of Engineering and Technology" (Instituto de Engenharia e Tecnologia).